# Lac Upper McCabe
Pour les articles homonymes, voir McCabe.
Le lac Upper McCabe (en anglais : Upper McCabe Lake) est un lac américain dans le comté de Tuolumne, en Californie. Il est situé à 3 189 mètres d'altitude au sein de la Yosemite Wilderness, dans le parc national de Yosemite.